# مزرعة داريا
مزرعة داريا  هي إحدى القرى اللبنانية من قرى قضاء جزين في محافظة الجنوب.